# Nikola Hajdin
Nikola Hajdin (en serbe cyrillique : Никола Хајдин), né le 4 avril 1923 à Vrbovsko en Croatie (royaume des Serbes, Croates et Slovènes) et mort le 17 juillet 2019 à Belgrade (Serbie), est un ingénieur civil serbe.
Il a été président de l'Académie serbe des sciences et des arts ; en tant qu'académicien, il est membre du Département des sciences techniques.

## Réalisations

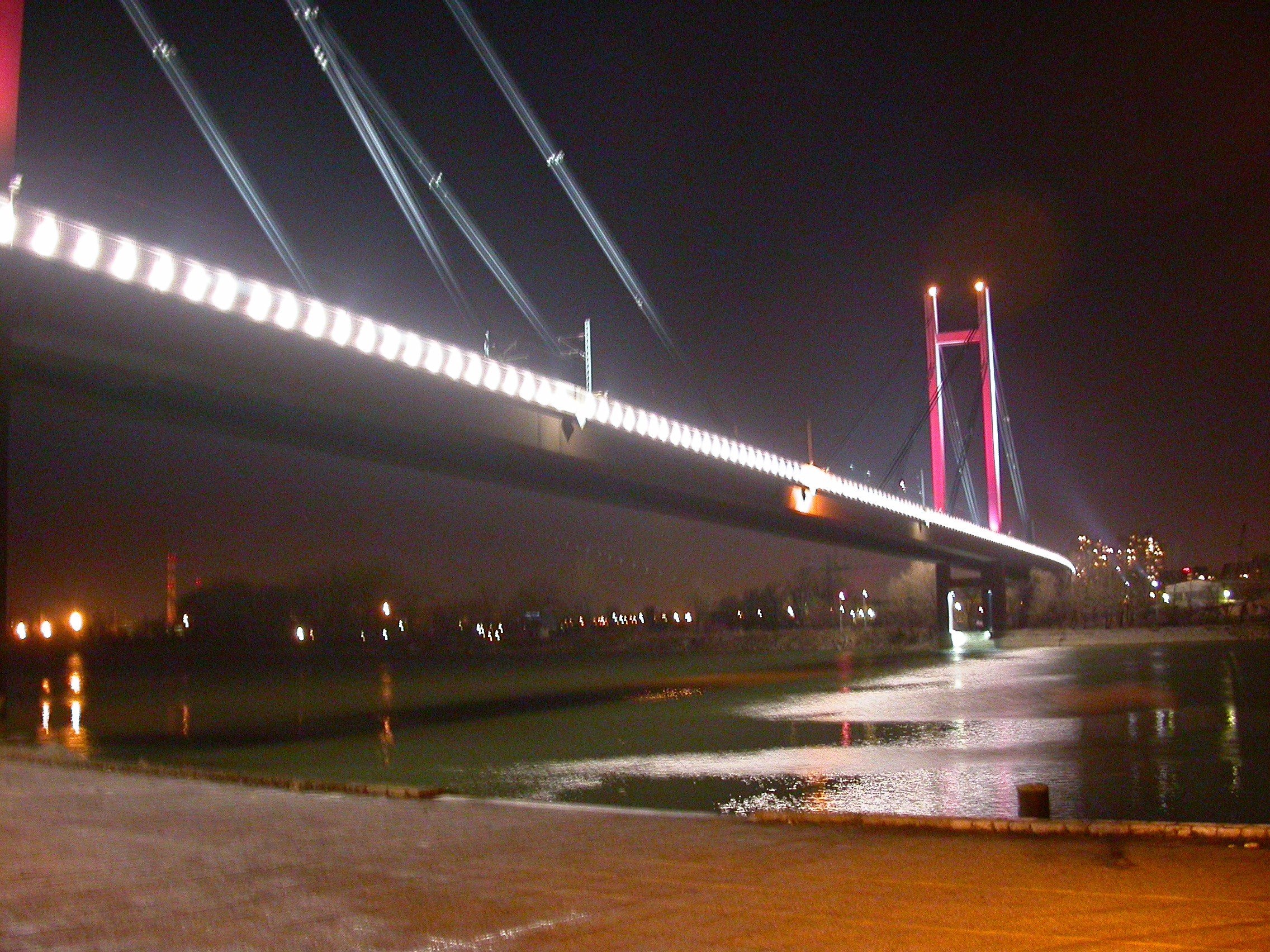
Le Nouveau pont ferroviaire à Belgrade, œuvre de Nikola Hajdin

Ingénieur dans le domaine des travaux publics, Nikola Hajdin a construit de nombreux ponts dans l'ancienne Yougoslavie. Parmi ses réalisations, on peut signaler le nouveau pont ferroviaire à Belgrade et le pont de la Liberté à Novi Sad.
Nikola Hajdin a été professeur à l'université de Belgrade. Il est également membre de l'Académie européenne des sciences et des arts.